# The Dude Cowboy (film 1912)
The Dude Cowboy è un cortometraggio muto del 1912 diretto da P.C. Hartigan (Pat Hartigan).

## Produzione
Il film, prodotto dalla Kalem Company, fu girato in California, a Santa Monica.

## Distribuzione
Distribuito dalla General Film Company, il film - un cortometraggio di 200 metri - uscì nelle sale cinematografiche USA il 5 gennaio 1912. Nelle proiezioni, veniva programmato con il sistema dello split reel, accorpato in un'unica bobina con un altro cortometraggio prodotto dalla Kalem, il documentario The O'Kalems' Visit to Killarney.